# Fidencio López Plaza
Fidencio López Plaza (ur. 28 kwietnia 1950 w San José Iturbide) – meksykański duchowny rzymskokatolicki, biskup diecezjalny San Andrés Tuxtla w latach 2015–2020, biskup diecezjalny Querétaro od 2020.

## Życiorys
Fidencio López Plaza urodził się 28 kwietnia 1950 w San José Iturbide w stanie Guanajuato. Studiował filozofię i teologię seminarium diecezjalnym. 16 września 1980 został wyświęcony na diakona, a w dniu 19 lutego 1982 otrzymał święcenia prezbiteratu.
Specjalizację z duszpasterstwa i katechezy uzyskał w Teologicznym Instytucie Duszpasterskim CELAM w Medellín. Uczęszczał również na podyplomowe studia z zakresu rozwoju społeczności na Wydziale Socjologii Autonomicznego Uniwersytetu w Querétaro.
Po święceniach pełnił następujące funkcje: koordynator Sekretarza Diecezjalnego ds. Ewangelizacji i Katechezy; profesor w soborowym seminarium w Querétaro; proboszcz kilku parafii, a także dziekan Guanajuato; członek Rady Kapłańskiej oraz Kolegium Konsultorów; 2010–2012: koordynator Zespołu Bazowego dla Stałej Misji Kontynentalnej w Meksyku oraz członek Rady Stałej Konferencji Episkopatu Meksyku.
2 marca 2015 papież Franciszek prekonizował go biskupem diecezjalnym San Andrés Tuxtla. 20 maja 2015 otrzymał święcenia biskupie i odbył ingres do katedry św. Józefa i Andrzeja w San Andrés Tuxtla. Głównym konsekratorem był arcybiskup Christophe Pierre – nuncjusz apostolski w Meksyku, zaś współkonsekratorami Faustino Armendáriz Jiménez, biskup diecezjalny Querétaro, i Hipólito Reyes Larios, arcybiskup metropolita Jalapy.
12 września 2020 papież Franciszek przeniósł go na stolicę biskupią w Querétaro. Ingres do katedry św. Filipa Neri w Santiago de Querétaro, w trakcie którego kanonicznie objął urząd, odbył 20 października 2020.
W Konferencji Episkopatu Meksyku jest przewodniczącym Rady ds. Nowej Ewangelizacji i Katechezy.